# ヒドラ (チェス)
ヒドラ(Hydra) とは、アラブ首長国連邦のアブダビで世界最強を目指して作られていたチェス・マシーンである。開発者は、Chrilly Donninger（プログラマ、オーストリア）、Ulf Lorenz（パーデルボルン大学、ドイツ）、Christopher Lutz（グランドマスター、ドイツ）、Muhammad Nasir Ali（プロジェクト管理者、UAE）で、 PAL コンピュータ・システム社の資金援助を受けていたが、2009年6月にプロジェクトの中止が発表された。
システムは 32ノードの Intel Xeon とザイリンクス FPGA クラスタからなり、総計64GBのメモリーを有する。強さは、Shredder、Junior等のプログラムと同等以上であり、人間との対戦結果からレーティングは世界チャンピオンを超える3000前後と推定されている。

## 主な対戦結果
- 2002年7月、世界コンピュータチェス選手権で3位（当時の名前は、Brutus）。
- 2004年10月、人間対コンピュータのチェス大会で世界チャンピオンを含むトップクラス3人と対戦して、3勝1引き分け。
- 2005年6月、イギリスのグランドマスター（世界ランキング7位）のマイケル・アダムスと6ゲーム・マッチを行い、5勝1引き分け。
- 2005年10月、人間対コンピュータのチェス大会で3人の（元）世界チャンピオンと対戦して、2勝2引き分け。